# 比利时法语社群
比利时法語社群（法語：Communauté française de Belgique，法語發音：[kɔmynote fʁɑ̃sɛz də bɛlʒik]，简称CFB），又称瓦隆尼亚-布鲁塞尔联邦（简称FWB），是比利時三个社群之一。法語社群的意思是使用法語的比利時人，其有代表比利時法語居民的議會与地方政府。

## 其他名稱
“瓦隆尼亚-布鲁塞尔”的概念并未在比利时宪法中提及，只在少数官方法律文本中有出现。2011年5月，法语社群议会投票通过了一项决议，规定此后社群将在出版物、选举、行政中皆采用“瓦隆尼亚-布鲁塞尔联邦”（Fédération Wallonie-Bruxelles）这一名称。此举立即被弗拉芒当局称“咄咄逼人”，弗拉芒首长宣布他不会承认该联邦是一个官方机构，并表示由该联邦发表的文件将是违宪的。这一名称也掩盖了一个事实：此机构既不代表居住在布鲁塞尔的弗拉芒人，也不代表布鲁塞尔首都大区及当地的弗拉芒社群委员会，且“瓦隆尼亚”还包括了不属于法语社群的东部德语区。虽然社群当局承认比利时宪法中并未提到该名称，但他们坚称此举并不违法，新名称只是作为社群的附加名称使用，且在可能产生法律问题时不予使用（比如在《比利时公报》上发表的官方文章）。
尽管时任比利时首相伊夫·莱特姆称联邦政府不会使用这个此名称，弗拉芒广播电视公司也决定不在其新闻节目中使用此名称，但法语媒体却在使用此名称，如该社群下属的RTBF。
2011年9月，社群采用了新的标志，其中包含新名称“瓦隆尼亚-布鲁塞尔联邦”。

### 與“弗拉芒”的比較
弗拉芒會讓人覺得意義不明確。因爲在比利時現有的行政區劃體系中，弗拉芒既可指弗拉芒大區，又可指弗拉芒社群。雖然「弗拉芒」並不被比利時憲法記載，但由於弗拉芒議會曾以立法承認，令「弗拉芒」可廣泛地在官方刊物上使用。而且弗拉芒大區代表的是全體弗拉芒人。瓦隆大區和法語社群則分別用各自的名稱，大區和社群的名稱及實質並不相同，比如瓦隆大區還有德語社群。

## 外部連結
- 法語社群官方網站（页面存档备份，存于）
- 法語社群議會官方網站 （页面存档备份，存于）
- 瓦隆尼亚-布魯塞爾對外關係平台 （页面存档备份，存于）
- 瓦隆尼亚-布魯塞爾音樂 （页面存档备份，存于） (WBM)